# Duguetia oblongifolia
Duguetia oblongifolia är en kirimojaväxtart som beskrevs av Robert Elias Fries. Duguetia oblongifolia ingår i släktet Duguetia och familjen kirimojaväxter. Inga underarter finns listade i Catalogue of Life.